# Апродов Володимир Олександрович
Апро́дов Володимир Олександрович — радянський геолог та геоморфолог, кандидат геолого-мінералогічних наук. Завідувач відділом ендогенних процесів Музею землезнавства МДУ. Один з засновників (геоморфологічний напрямок) і доцент кафедри пошуків і розвідки корисних копалин Пермського державного університету.

## Наукові праці
Наукові роботи Апродова присвячені геологічному картуванню, неотектоніці, геоморфології.
Основні роботи:
- «Геологічне картування» (1952).
- «Рухи земної кори і геологічне минуле Підмосков'я» (1963), спільно з А. А. Апродовою.
- «Неотектоніка, вулканічні провінції і великі сейсмічні пояси світу» (1965).
- (рос.) Апродов В. А. Вулканы. — М. : Мысль, 1982. — 368 с. — (Природа мира) — 100 тис. прим. — Довідник містить характеристику близько трьох тисяч вулканів земної кулі, згрупованих за вулканічним поясами та іншими районам прояву вулканізму. Подана докладна загальна геолого-географічна характеристика процесу. Відомості про вулкани включають географічне положення, морфологію, геологічну структуру, активність тощо[3].
- (рос.) Апродов В. А. Зоны землетрясений. — М. : Мысль, 2000. — 462 с. — (Природа мира) — ISBN 5-244-00475-1. — Довідкове видання представляє перше у світовій науковій літературі узагальнення відомостей про глобальний розподіл географічних зон землетрусів. Наводиться індивідуальна характеристика півтисячі історичних сильних землетрусів. У таблицях вміщено 5 тис. коротких даних про інші сильні підземні поштовхи[4].